# OTV
L'OTV est aussi l'acronyme de Opération Tranquillité Vacances. OTV est la filiale technologique de Veolia Water Technologies.
OTV (ou Orange TV) est une chaîne de télévision libanaise, fondée par le Courant patriotique libre du général Michel Aoun. Elle commencé à émettre le 20 juillet 2007.
La chaîne appartient au groupe OTV Holding S.A.L Le financement est généré surtout par des particuliers libanais (résidents et diaspora), grâce à des souscriptions (l'action est à 10 dollars américains lors de l'ouverture de la chaîne en 2007).
Selon Ipsos Liban, la OTV est classée depuis 2011, quatrième en termes ďaudience, avec 3 % de parts de marché en 2015. La chaîne soutient activement les programmes de production libanaise en encourageant les jeunes, amateurs, universitaires et professionnels.
Le centre d'opération ainsi que le siège social du groupe sont désormais situés à Sin El Fil (Beyrouth) après le déménagement du groupe en 2013 des anciens locaux du groupe situés à Mkales. Toutefois, OTV peut être reçue partout dans le monde par câble, satellite ou Internet. 

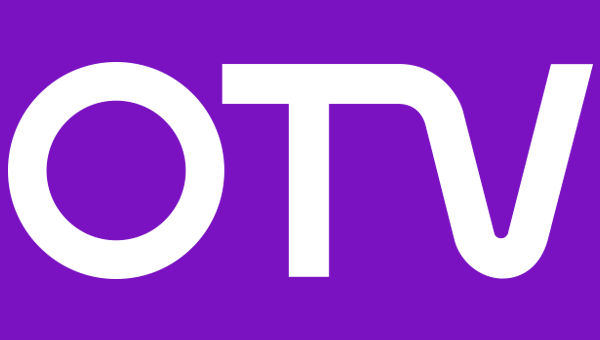
OTV Logo

## Anciens programmes de la chaîne
- Ghanni Maa Ghassan
- Ooof (zajal)
- Laouna Aa'lse7a
- Min la min
- Kazadoo
- Liqa2 alyawm
- LOL
- الحق يقال-ماغي فرح
- Reflex
- OVRIRA
- Beirut عيش
- Made in Paris
- Khod Khbaron Men Neswenon
- Khabar aw Khabrieh
- Fakkir martein
- Wayn Saro
- Fi al Tafassil
- Meen Lameen
- Tleteen layle w layle
- O Cinema
- O sport
- Todd w Aya
- Fish khel2ak
- Puzzle
- B Lebnan
- فكرة عالنار
- شو بتتوقع؟
- مقلب مرتّب
- عشرة بعد النشرة
- Les Aventures de Jad et Nour
- Very Very Chatoura
- Boukra Elna
- الحياة أقوى
- Mina al Chaeeb
- إيمانك خلصك
- أنوار رمضان